# Crudele fissazione
Crudele fissazione (Cruel Fixation) è un film del 2019 diretto da Damián Romay.

## Trama
Sharon, rimasta vedova di recente, è felice quando suo figlio Anthony stringe amicizia Dylan, uno dei ragazzi più popolari della scuola. Ma più tempo Dylan trascorre a casa sua, più Sharon sospetta che il ragazzo abbia più interessi per lei che per suo figlio.